# Sturnira sorianoi
Sturnira sorianoi is een vleermuis uit de familie bladneusvleermuizen van de Nieuwe Wereld (Phyllostomidae) die voorkomt in Venezuela en Bolivia. De soort is genoemd naar Dr. Pascual Soriano, die veel heeft bijgedragen aan de kennis van Venezolaanse vleermuizen. Er zijn vier exemplaren bekend: twee uit de omgeving van Mérida in Venezuela en twee uit Santa Cruz in Bolivia.
S. sorianoi is een middelgrote vleermuis met een grijsbruine tot bijna zwarte rugvacht. De buik is lichtbruin tot grijsbruin. Het gezicht is zwartachtig van kleur. Er zitten geen "epauletten" op de schouders en de nek, maar die gebieden zijn wel wat lichter dan de andere delen van het lichaam. De rugharen zijn 8 mm lang. De voeten zijn 14 mm lang, het oor 16 mm, de tibia ook 16 mm, de voorarm 41.5 mm en het neusblad 7,1 mm. Het gewicht bedraagt 18.5 gram.